# Ermino
Ermino, in greco antico 'Ερμίνος (Pergamo, II secolo d.C. – ...), è stato un filosofo greco antico peripatetico.

## Biografia
Allievo di Aspasio, fu, come riporta Simplicio nel suo Commento al De caelo, maestro di Alessandro d'Afrodisia e frequentò il medico Galeno.
Commentò le Categorie, il De interpretatione, gli Analitici I e i Topici di Aristotele, dei quali restano tuttavia pochi frammenti citati in Porfirio e in Simplicio il quale afferma anche che Ermino rifiutò la dottrina aristotelica del motore immobile quale causa del movimento, accettando la teoria platonica dell'"anima del mondo".
Fu commentatore delle principali opere logiche aristoteliche, lavorò sull'ipotesi che il dio aristotelico fosse una spiegazione logica, piuttosto che un metafisico fattore di movimento, individuando una contraddizione fra la nozione di motore immobile e quella di movimento, da lui risolta ipotizzando che la realtà si muovesse per movimento proprio.